# Список стрелковых, горнострелковых, мотострелковых, моторизованных и воздушно-десантных дивизий РККА, дивизий НКВД (1941—1945)
Список дивизий РККА и Внутренних войск НКВД Советского Союза, относящихся по родам войск к стрелковым, горнострелковым, моторизованным и воздушно-десантникам которые участвовали в боевых действиях во время Второй мировой войны. 
В списке приведены стрелковые, горнострелковые, мотострелковые, моторизованные, воздушно-десантные дивизии, включая гвардейские, пластунскую, дивизии народного ополчения и дивизии войск НКВД. В данном списке не приводятся танковые и кавалерийские дивизии, которые зачастую в начальный период войны также использовались как пехотные.

## Общая информация
Приведённые в таблице различные формирования дивизий с одним и тем же войсковым номером, в подавляющем большинстве случаев не имеют между собой ничего общего. Вновь создававшимся соединениям присваивались освободившиеся, в результате расформирования или преобразования более раннего формирования, войсковые номера. В таблице приведены все, существовавшие хотя бы непродолжительное время, формирования той или иной дивизии, поэтому в некоторых случаях в разных строках таблицы приводятся данные об одном и том же, по существу, соединении. Так, например 1-я мотострелковая дивизия, 1-я гвардейская мотострелковая дивизия и 1-я гвардейская стрелковая дивизия (2-го формирования) — это одно и то же соединение, за свою историю во время войны бывшей ещё и 1-й танковой дивизией.

## Награды и наименования
Присвоенные наименования дивизий могли быть как почётными, так и территориальными, последнее характерно для формирований довоенного периода, но ряд сформированных в ходе войны соединений имело официальное территориальное название, как например 102-я стрелковая Дальневосточная дивизия. Территориальные наименования отражают либо место, где дивизия дислоцировалась до войны, либо место формирования дивизии. Почётные наименования, так же как и награды, присваивались дивизиям за участие в освобождении того или иного населённого пункта или группы населённых пунктов, освобождении географической области, форсировании крупных рек, преодолении крупных горных массивов. Награды в довоенное время могли также присваиваться за отличия в труде, а также к юбилею части, при этом была распространена такая награда, как Почётное Революционное Красное Знамя ВЦИК, которое наряду с Орденом Красного Знамени давало право называться «Краснознамённой». Награды и почётные наименования наследовались преемниками в случаях переименования, переформирования или преобразования первоначального соединения. В единичных случаях, новое формирование наследовало регалии расформированного соединения, например в случае с 24-й стрелковой дивизией. В том случае, если дивизия награждалась орденом Суворова, орденом Кутузова или орденом Богдана Хмельницкого, степень ордена не приводится, так как дивизии всегда награждались только 2-й степенью ордена, исключая 49-ю гвардейскую стрелковую дивизию и 15-ю стрелковую дивизии, награждённые не по статуту 1-й степенью ордена Суворова.

## Знаки в таблице
- Знаком  обозначены дивизии, которые имелись в составе вооружённых сил на момент окончания Великой Отечественной войны и принимали участие в боевых действиях. Летом 1945 года много дивизий было расформировано, во время демобилизации Союза, но некоторые приняли участие в войне с Японией, в том числе и те, которые не участвовали в боевых действиях в ходе Великой Отечественной войны. В списке не приведены дивизии, которые переформировывались, переименовывались или преобразовывались летом 1945 года. Например, 7-я стрелковая дивизия летом 1945 года была преобразована в 118-ю гвардейскую стрелковую дивизию, но в этом качестве в боях не участвовала и в списке не приводится, хотя преобразование в гвардейскую отмечено. Равным образом, ряд гвардейских воздушно-десантных дивизий летом 1945 года были переформированы в гвардейские стрелковые и наоборот; их новые наименования не приводятся. В списке также не приведены дивизии, которые хотя и были в составе вооружённых сил, но во время войны не принимали участия в боевых действиях, например 57-я горнострелковая дивизия, находившаяся в Иране.
- Знаком  обозначены дивизии, которым за боевые отличия в боях присвоено почётное звание «Гвардейская» и новые войсковые номера. Количество гвардейских дивизий и преобразованных в гвардейские не совпадает, поскольку во-первых, ряд гвардейских дивизий формировался путём объединения стрелковых бригад, по крайней мере одна из которых была гвардейская. Во-вторых, воздушно-десантным дивизиям и стрелковым дивизиям, сформированным на базе воздушно-десантных формирований, гвардейское звание присваивалось при формировании. И в третьих, надо обратить внимание на четыре гвардейских формирования дивизий ленинградского ополчения, которые стали первыми гвардейскими частями вообще во время войны, но это звание им присвоено по формировании, без каких-либо заслуг, в порядке частной инициативы ленинградского руководства, очевидно в пропагандистских целях.
- Знаком  обозначены дивизии, переименованные и получившие другой номер. Это производилось в первую очередь, в отношении дивизий народного ополчения, зачисленных в состав РККА, а в двух случаях, в связи с тем, что в составе РККА в одно и то же время имелись две дивизии с одинаковым номером. Переименование дивизии не предполагало собой переход на новый штат.
- Знаком  обозначены дивизии, которые были переформированы по штату дивизии другого рода войск или в отдельных случаях, развёрнуты в корпус. В большинстве это коснулось моторизованных и отчасти танковых дивизий в начале войны, когда они были переформированы в стрелковые.
- Знаком  обозначены дивизии, которые были расформированы. В подавляющем большинстве случаев, это либо окончательно разгромленные, с утратой Боевого Знамени и (или) документов штаба дивизии, либо понесшие такие потери, при которых восстановление дивизии как формирования было нецелесообразным. В основном, это характерно для периода 1941—1942 годов. Надо иметь в виду, что были многие дивизии, которые после таких же больших потерь восстанавливались в виде первоначального формирования. Это зависело от многих факторов: сохранения структуры управления дивизии, близостью транспортных коммуникаций и пополнения, обстановкой в прифронтовой полосе и тому подобное. Однако, таким же знаком отмечены и дивизии, которые были расформированы по другим причинам прекращения существования соединения: оно могло быть влито в другое соединение, объединено с другим соединением или в результате иных организационно-штатных мероприятий.

## Цветовая схема в таблице
| Дивизии, создававшиеся как национальные формирования, то есть дивизии, которые формировались и пополнялись за счёт республик, входящих в состав СССР (Азербайджан, Армения, Грузия и т. п.). В некоторых случаях отмечены как национальные дивизии, созданные в том числе на базе национальных бригад, так например, 1-я стрелковая дивизия (2-го формирования) |
| Дивизии, укомплектованные при формировании в основном народным ополчением. Наряду с собственно ополченческими дивизиями, отмечены также дивизии, которые переименованы из ополченческих. |
| Дивизии, укомплектованные при формировании в основном личным составом войск НКВД. Отмечены дивизии, которые либо формировались за счёт войск НКВД, в том числе, пограничных, либо переформированные из дивизий войск НКВД, а также собственно, дивизии войск НКВД. В 1941—1943 годах наряду с охраной тыла армии, соединения НКВД приходилось использовать как обычные стрелковые дивизии, в 1943—1945 годах годах соединения НКВД в основном использовались по прямому назначению, вместе с тем, многие из них принимали участие в боевых эпизодах с участием регулярных формирований противника. |
| Дивизии, укомплектованные при формировании в основном личным составом Военно-морского флота. Отмечены дивизии, которые сформированы полностью или частично за счёт морских стрелковых бригад и бригад морской пехоты. |
| Дивизии, укомплектованные при формировании в основном личным составом Воздушно-десантных войск. Отмечены дивизии, которые созданы на основе соединений воздушно-десантных войск, а также собственно воздушно-десантные дивизии. |
| Дивизии, переформированные из танковых и моторизованных. Отмечены дивизии, которые были переформированы в стрелковые из танковых, моторизованных и мотострелковых, в большинстве случаев — в начале войны в связи с потерями в материальной части |

Цветом не выделены дивизии, формировавшиеся без преобладания того или иного личного состава; также в том случае, если дивизия, выделенная цветом была преобразована в гвардейскую или переформирована, в дальнейшем цветом она не выделяется.

## Перечень дивизий
|  | Название | Судьба дивизии |
|  | --- | -------------- |
|  | 1-я стрелковая дивизия (1-го формирования) |                |
|  | 1-я стрелковая Брестская Краснознамённая дивизия |                |
|  | 1-я мотострелковая Пролетарская Московская ордена Ленина Краснознамённая дивизия                                                                                                |                |
|  | 1-я гвардейская стрелковая дивизия |                |
|  | 1-я гвардейская стрелковая Пролетарская Московско-Минская ордена Ленина Краснознамённая орденов Суворова и Кутузова дивизия                                                     |                |
|  | 1-я гвардейская воздушно-десантная Звенигородско-Бухарестская Краснознамённая ордена Суворова дивизия                                                                           |                |
|  | 1-я гвардейская мотострелковая Пролетарская Московская ордена Ленина Краснознамённая дивизия                                                                                    |                |
|  | 1-я Московская стрелковая дивизия народного ополчения (Ленинского района) |                |
|  | 1-я Московская стрелковая дивизия |                |
|  | 1-я гвардейская Ленинградская стрелковая дивизия народного ополчения (Володарского района)                                                                                      |                |
|  | 1-я Ленинградская стрелковая дивизия народного ополчения (Кировского района) |                |
|  | 1-я Крымская стрелковая дивизия |                |
|  | 1-я Полярная стрелковая дивизия |                |
|  | 1-я стрелковая дивизия внутренних войск НКВД |                |
|  | 1-я отдельная мотострелковая ордена Ленина Краснознамённая дивизия особого назначения им. Ф. Э. Дзержинского                                                                    |                |
|  | 2-я стрелковая Белорусская Краснознамённая дивизия имени М. В. Фрунзе |                |
|  | 2-я стрелковая дивизия (2-го формирования) |                |
|  | 2-я стрелковая дивизия (3-го формирования) |                |
|  | 2-я стрелковая Мазурская, ордена Кутузова дивизия |                |
|  | 2-я гвардейская стрелковая Таманская Краснознамённая ордена Суворова дивизия |                |
|  | 2-я гвардейская мотострелковая дивизия |                |
|  | 2-я гвардейская воздушно-десантная Проскуровская ордена Суворова дивизия |                |
|  | 2-я Московская стрелковая дивизия народного ополчения (Сталинского района) |                |
|  | 2-я Московская стрелковая дивизия |                |
|  | 2-я гвардейская Ленинградская стрелковая дивизия народного ополчения (Свердловского района)                                                                                     |                |
|  | 2-я Ленинградская стрелковая дивизия народного ополчения (Московского района)                                                                                                   |                |
|  | 2-я Крымская стрелковая дивизия |                |
|  | 2-я мотострелковая дивизия особого назначения внутренних войск НКВД |                |
|  | 3-я стрелковая Краснознамённая дивизия имени Президиума Верховного Совета Крымской АССР                                                                                         |                |
|  | 3-я гвардейская стрелковая Волновахская Краснознамённая ордена Суворова дивизия                                                                                                 |                |
|  | 3-я гвардейская мотострелковая дивизия |                |
|  | 3-я гвардейская воздушно-десантная Уманская Краснознамённая орденов Суворова и Кутузова дивизия                                                                                 |                |
|  | 3-я Московская коммунистическая стрелковая дивизия |                |
|  | 3-я гвардейская Ленинградская стрелковая дивизия народного ополчения (Петроградского района)                                                                                    |                |
|  | 3-я Ленинградская стрелковая дивизия народного ополчения (Фрунзенского района)                                                                                                  |                |
|  | 3-я Крымская моторизованная дивизия |                |
|  | 3-я стрелковая дивизия внутренних войск НКВД (1-го формирования) |                |
|  | 3-я стрелковая дивизия внутренних войск НКВД (2-го формирования) |                |
|  | 3-я стрелковая дивизия войск НКВД по охране железнодорожных сооружений (1-го формирования)                                                                                      |                |
|  | 3-я стрелковая дивизия войск НКВД по охране железнодорожных сооружений (2-го формирования)                                                                                      |                |
|  | 4-я стрелковая Смоленская Краснознамённая дивизия имени Германского пролетариата                                                                                                |                |
|  | 4-я стрелковая Бежицкая ордена Суворова дивизия |                |
|  | 4-я гвардейская стрелковая Апостоловско-Венская Краснознамённая дивизия |                |
|  | 4-я гвардейская воздушно-десантная Овручская Краснознамённая орденов Суворова и Богдана Хмельницкого дивизия                                                                    |                |
|  | 4-я Московская стрелковая дивизия народного ополчения (Куйбышевского района) |                |
|  | 4-я Московская стрелковая дивизия |                |
|  | 4-я гвардейская Ленинградская стрелковая дивизия народного ополчения |                |
|  | 4-я резервная Ленинградская стрелковая дивизия народного ополчения |                |
|  | 4-я Ленинградская стрелковая дивизия народного ополчения (Дзержинского района)                                                                                                  |                |
|  | 4-я мотострелковая дивизия внутренних войск НКВД СССР |                |
|  | 4-я стрелковая дивизия внутренних войск НКВД |                |
|  | 4-я стрелковая Крымская дивизия пограничных войск НКВД |                |
|  | 4-я дивизия войск НКВД по охране железнодорожных сооружений |                |
|  | 5-я Витебская стрелковая Краснознамённая дивизия имени Чехословацкого пролетариата                                                                                              |                |
|  | 5-я стрелковая Орловская Краснознамённая орденов Суворова и Кутузова дивизия |                |
|  | 5-я гвардейская стрелковая Городокская ордена Ленина Краснознамённая ордена Суворова дивизия                                                                                    |                |
|  | 5-я гвардейская воздушно-десантная Звенигородская Краснознамённая ордена Суворова дивизия                                                                                       |                |
|  | 5-я Московская стрелковая дивизия народного ополчения (Фрунзенского района) |                |
|  | 5-я Московская стрелковая дивизия |                |
|  | 5-я Ленинградская стрелковая дивизия народного ополчения (Куйбышевского района)                                                                                                 |                |
|  | 5-я стрелковая дивизия внутренних войск НКВД |                |
|  | 5-я дивизия войск НКВД по охране железнодорожных сооружений |                |
|  | 6-я стрелковая Орловско-Хинганская дважды Краснознамённая ордена Суворова дивизия                                                                                               |                |
|  | 6-я гвардейская стрелковая Ровенская ордена Ленина Краснознамённая ордена Суворова дивизия                                                                                      |                |
|  | 6-я гвардейская воздушно-десантная Кременчугско-Знаменская Краснознамённая ордена Суворова дивизия                                                                              |                |
|  | 6-я Московская стрелковая дивизия народного ополчения (Дзержинского района) |                |
|  | 6-я Ленинградская стрелковая дивизия народного ополчения (Октябрьского района)                                                                                                  |                |
|  | 6-я стрелковая дивизия внутренних войск НКВД |                |
|  | 6-я мотострелковая дивизия внутренних войск НКВД |                |
|  | 7-я стрелковая Черниговская трижды Краснознамённая ордена Трудового Красного Знамени дивизия имени М. В. Фрунзе                                                                 |                |
|  | 7-я стрелковая Эстонская Таллинская Краснознамённая дивизия |                |
|  | 7-я моторизованная Черниговская трижды Краснознамённая ордена Трудового Красного Знамени дивизия имени М. В. Фрунзе                                                             |                |
|  | 7-я гвардейская стрелковая Режицкая Краснознамённая дивизия |                |
|  | 7-я гвардейская воздушно-десантная Черкасская Краснознамённая ордена Богдана Хмельницкого дивизия                                                                               |                |
|  | 7-я Московская стрелковая дивизия народного ополчения (Бауманского района) |                |
|  | 7-я Ленинградская стрелковая дивизия народного ополчения |                |
|  | 7-я мотострелковая дивизия внутренних войск НКВД |                |
|  | 8-я стрелковая Минская Краснознамённая ордена Трудового Красного Знамени дивизия имени Ф. Э. Дзержинского                                                                       |                |
|  | 8-я стрелковая дивизия (2-го формирования) |                |
|  | 8-я стрелковая Ямпольская Краснознамённая ордена Суворова дивизия |                |
|  | 8-я гвардейская стрелковая Режицкая ордена Ленина Краснознамённая ордена Суворова дивизия имени И. В. Панфилова                                                                 |                |
|  | 8-я гвардейская воздушно-десантная Первомайская Краснознамённая дивизия |                |
|  | 8-я Московская стрелковая дивизия народного ополчения (Краснопресненского района)                                                                                               |                |
|  | 8-я мотострелковая дивизия внутренних войск НКВД |                |
|  | 8-я мотострелковая дивизия внутренних войск НКВД |                |
|  | 9-я горнострелковая Краснознамённая ордена Красной Звезды дивизия имени Верховного Совета Грузинской ССР                                                                        |                |
|  | 9-я пластунская стрелковая Краснодарская Краснознамённая, орденов Кутузова и Красной Звезды добровольческая дивизия                                                             |                |
|  | 9-я гвардейская стрелковая Краснознамённая дивизия |                |
|  | 9-я гвардейская воздушно-десантная Полтавско-Таганрогская Краснознамённая орденов Суворова и Кутузова дивизия                                                                   |                |
|  | 9-я Московская стрелковая дивизия народного ополчения (Кировского района) |                |
|  | 9-я мотострелковая дивизия внутренних войск НКВД СССР |                |
|  | 9-я дивизия войск НКВД по охране железнодорожных сооружений |                |
|  | 10-я стрелковая Краснознамённая дивизия имени Северного края |                |
|  | 10-я гвардейская стрелковая Печенгская дважды Краснознамённая орденов Александра Невского и Красной Звезды дивизия                                                              |                |
|  | 10-я гвардейская воздушно-десантная Криворожская Краснознамённая ордена Суворова дивизия                                                                                        |                |
|  | 10-я стрелковая Сталинградская ордена Ленина дивизия внутренних войск НКВД |                |
|  | 10-я дивизия войск НКВД по охране железнодорожных сооружений |                |
|  | 10-я запасная стрелковая дивизия |                |
|  | 11-я стрелковая Ленинградско-Валгинская дивизия |                |
|  | 11-я гвардейская стрелковая Городокская ордена Ленина Краснознамённая ордена Суворова дивизия                                                                                   |                |
|  | 11-я стрелковая дивизия внутренних войск НКВД |                |
|  | 11-я дивизия войск НКВД по охране особо важных предприятий промышленности |                |
|  | 12-я стрелковая Амурская дивизия имени Сибирского Революционного комитета |                |
|  | 12-я гвардейская стрелковая Пинская Краснознамённая ордена Суворова дивизия |                |
|  | 12-я дивизия войск НКВД по охране особо важных предприятий промышленности |                |
|  | 13-я стрелковая Дагестанская дивизия |                |
|  | 13-я стрелковая Домбровская дивизия |                |
|  | 13-я гвардейская стрелковая Полтавская ордена Ленина дважды Краснознамённая орденов Суворова и Кутузова дивизия                                                                 |                |
|  | 13-я Московская стрелковая дивизия народного ополчения (Ростокинского района)                                                                                                   |                |
|  | 13-я мотострелковая дивизия внутренних войск НКВД СССР |                |
|  | 13-я дивизия конвойных войск НКВД |                |
|  | 14-я стрелковая Печенгская дивизия |                |
|  | 14-я гвардейская стрелковая Винницкая ордена Ленина Краснознамённая ордена Кутузова дивизия имени Я. Ф. Фабрициуса                                                              |                |
|  | 15-я стрелковая Инзенская Сивашско-Штеттинская ордена Ленина, дважды Краснознамённая, орденов Суворова, Трудового Красного Знамени УССР дивизия                                 |                |
|  | 15-я моторизованная Инзенская Сивашская ордена Ленина, дважды Краснознамённая ордена Трудового Красного Знамени УССР дивизия                                                    |                |
|  | 15-я гвардейская стрелковая Харьковско-Пражская ордена Ленина дважды Краснознамённая орденов Суворова и Кутузова дивизия                                                        |                |
|  | 16-я стрелковая Ульяновская Краснознамённая дивизия имени В. И. Киквидзе |                |
|  | 16-я стрелковая Литовская Клайпедская Краснознамённая дивизия |                |
|  | 16-я гвардейская стрелковая Карачевская ордена Ленина Краснознамённая ордена Суворова дивизия                                                                                   |                |
|  | 17-я стрелковая Горьковская дважды Краснознамённая дивизия |                |
|  | 17-я стрелковая Бобруйская Краснознамённая дивизия |                |
|  | 17-я гвардейская стрелковая Духовщинско-Хинганская Краснознамённая ордена Суворова дивизия                                                                                      |                |
|  | 17-я Московская стрелковая дивизия народного ополчения (Москворецкого района)                                                                                                   |                |
|  | 18-я стрелковая дивизия (1-го формирования) |                |
|  | 18-я стрелковая дивизия (2-го формирования) |                |
|  | 18-я стрелковая Мгинская Краснознамённая орденов Суворова и Кутузова дивизия |                |
|  | 18-я гвардейская стрелковая Инстербургская Краснознамённая ордена Суворова дивизия                                                                                              |                |
|  | 18-я Московская стрелковая дивизия народного ополчения (Ленинградского района)                                                                                                  |                |
|  | 19-я стрелковая Воронежско-Шумлинская Краснознамённая орденов Суворова и Трудового Красного Знамени дивизия                                                                     |                |
|  | 19-я гвардейская стрелковая Рудненско-Хинганская ордена Ленина Краснознамённая ордена Суворова дивизия                                                                          |                |
|  | 19-я дивизия войск НКВД по охране особо важных предприятий промышленности |                |
|  | 20-я горнострелковая Краснознамённая дивизия |                |
|  | 20-я стрелковая Барановичская дважды Краснознамённая дивизия |                |
|  | 20-я гвардейская стрелковая Криворожская Краснознамённая ордена Суворова дивизия                                                                                                |                |
|  | 20-я дивизия войск НКВД по охране железнодорожных сооружений и особо важных предприятий промышленности                                                                          |                |
|  | 20-я стрелковая дивизия внутренних войск НКВД |                |
|  | 21-я стрелковая Пермская Краснознамённая дивизия |                |
|  | 21-я гвардейская стрелковая Невельская дивизия |                |
|  | 21-я Московская стрелковая дивизия народного ополчения (Киевского района) |                |
|  | 21-я мотострелковая дивизия внутренних войск НКВД |                |
|  | 22-я стрелковая Краснодарско-Харбинская дважды Краснознамённая дивизия |                |
|  | 22-я гвардейская стрелковая дивизия |                |
|  | 22-я гвардейская стрелковая добровольческая Сибирско-Рижская дивизия имени И. В. Сталина                                                                                        |                |
|  | 22-я мотострелковая дивизия внутренних войск НКВД |                |
|  | 23-я стрелковая Харьковская ордена Ленина Краснознамённая дивизия |                |
|  | 23-я стрелковая Киевско-Житомирская Краснознамённая орденов Суворова и Кутузова дивизия                                                                                         |                |
|  | 23-я гвардейская стрелковая Дновско-Берлинская Краснознамённая дивизия |                |
|  | 23-я мотострелковая дивизия внутренних войск НКВД |                |
|  | 24-я стрелковая Самаро-Ульяновская трижды Краснознамённая Железная дивизия |                |
|  | 24-я стрелковая Самаро-Ульяновская Бердичевская трижды Краснознамённая орденов Суворова и Богдана Хмельницкого Железная дивизия                                                 |                |
|  | 24-я гвардейская стрелковая Евпаторийская Краснознамённая дивизия |                |
|  | 25-я стрелковая Чапаевская ордена Ленина Краснознамённая дивизия |                |
|  | 25-я стрелковая дивизия (2-го формирования) |                |
|  | 25-я гвардейская стрелковая Синельниковско-Будапештская Краснознамённая орденов Суворова и Богдана Хмельницкого дивизия                                                         |                |
|  | 26-я стрелковая Златоустовская дважды Краснознамённая дивизия |                |
|  | 26-я гвардейская стрелковая Восточно-Сибирская Городокская Краснознамённая ордена Суворова дивизия                                                                              |                |
|  | 27-я стрелковая Омская дважды Краснознамённая дивизия имени Итальянского пролетариата                                                                                           |                |
|  | 27-я стрелковая Гдыньская Краснознамённая дивизия |                |
|  | 27-я гвардейская стрелковая Новобугская Краснознамённая ордена Богдана Хмельницкого дивизия                                                                                     |                |
|  | 28-я горнострелковая дивизия |                |
|  | 28-я стрелковая Горская Краснознамённая дивизия имени В. М. Азина |                |
|  | 28-я стрелковая Невельская Краснознамённая дивизия |                |
|  | 28-я гвардейская стрелковая Харьковская Краснознамённая дивизия |                |
|  | 29-я стрелковая дивизия (1-го формирования) |                |
|  | 29-я стрелковая дивизия (2-го формирования) |                |
|  | 29-я стрелковая Полоцкая ордена Суворова дивизия |                |
|  | 29-я моторизованная дивизия имени Финского пролетариата |                |
|  | 29-я гвардейская стрелковая Ельнинская Краснознамённая ордена Суворова дивизия                                                                                                  |                |
|  | 30-я горнострелковая Иркутская ордена Ленина, трижды Краснознамённая, ордена Трудового Красного Знамени дивизия имени Верховного Совета РСФСР                                   |                |
|  | 30-я стрелковая Иркутская ордена Ленина, трижды Краснознамённая, ордена Трудового Красного Знамени дивизия имени Верховного Совета РСФСР                                        |                |
|  | 30-я стрелковая Киевско-Житомирская Краснознамённая дивизия |                |
|  | 30-я гвардейская стрелковая Рижская Краснознамённая дивизия |                |
|  | 30-я стрелковая дивизия войск НКВД по охране железных дорог |                |
|  | 31-я стрелковая Сталинградская Краснознамённая орденов Суворова и Богдана Хмельницкого дивизия                                                                                  |                |
|  | 31-я гвардейская стрелковая Витебская ордена Ленина Краснознамённая ордена Суворова дивизия                                                                                     |                |
|  | 32-я стрелковая Краснознамённая дивизия |                |
|  | 32-я стрелковая Верхнеднепровская Краснознамённая ордена Суворова дивизия |                |
|  | 32-я гвардейская стрелковая Таманская Краснознамённая ордена Суворова дивизия                                                                                                   |                |
|  | 33-я стрелковая Белорусская Холмско-Берлинская Краснознамённая ордена Суворова дивизия                                                                                          |                |
|  | 33-я гвардейская стрелковая Севастопольская Краснознамённая ордена Суворова дивизия                                                                                             |                |
|  | 34-я стрелковая Средне-Волжская ордена Красной Звезды дивизия имени В. М. Куйбышева                                                                                             |                |
|  | 34-я запасная стрелковая дивизия |                |
|  | 34-я гвардейская стрелковая Енакиевская Краснознамённая ордена Суворова дивизия                                                                                                 |                |
|  | 35-я стрелковая Сибирская Краснознамённая ордена Красной Звезды дивизия |                |
|  | 35-я учебная стрелковая дивизия |                |
|  | 35-я гвардейская стрелковая Лозовская Краснознамённая орденов Суворова и Богдана Хмельницкого дивизия                                                                           |                |
|  | 36-я мотострелковая Забайкальско-Хинганская ордена Ленина дивизия |                |
|  | 36-я гвардейская стрелковая Верхнеднепровская Краснознамённая орденов Суворова и Кутузова дивизия                                                                               |                |
|  | 36-я запасная стрелковая дивизия |                |
|  | 37-я стрелковая Краснознамённая дивизия имени А. И. Егорова |                |
|  | 37-я стрелковая дивизия (2-го формирования) |                |
|  | 37-я гвардейская стрелковая Речицкая дважды Краснознамённая орденов Суворова, Кутузова и Богдана Хмельницкого дивизия                                                           |                |
|  | 38-я стрелковая Донская дивизия имени А. И. Микояна |                |
|  | 38-я стрелковая дивизия (2-го формирования) |                |
|  | 38-я стрелковая Днестровская Краснознаменная дивизия |                |
|  | 38-я гвардейская стрелковая Лозовская Краснознамённая дивизия |                |
|  | 39-я стрелковая Тихоокеанская Краснознамённая дивизия |                |
|  | 39-я гвардейская стрелковая Барвенковская ордена Ленина дважды Краснознамённая орденов Суворова и Богдана Хмельницкого дивизия                                                  |                |
|  | 40-я стрелковая орденов Ленина и Суворова дивизия имени Серго Орджоникидзе |                |
|  | 40-я гвардейская стрелковая Енакиевско-Дунайская Краснознамённая ордена Суворова дивизия                                                                                        |                |
|  | 41-я стрелковая дивизия (1-го формирования) |                |
|  | 41-я стрелковая дивизия (2-го формирования) |                |
|  | 41-я стрелковая Краснознамённая ордена Кутузова дивизия |                |
|  | 41-я запасная стрелковая дивизия |                |
|  | 41-я гвардейская стрелковая Корсунь-Дунайская ордена Суворова дивизия |                |
|  | 41-я стрелковая дивизия войск НКВД по охране железных дорог |                |
|  | 42-я стрелковая дивизия (1-го формирования) |                |
|  | 42-я стрелковая Смоленская Краснознамённая орденов Суворова и Кутузова дивизия                                                                                                  |                |
|  | 42-я гвардейская стрелковая Прилукская ордена Ленина Краснознамённая ордена Богдана Хмельницкого дивизия                                                                        |                |
|  | 43-я стрелковая Тартуская дважды Краснознамённая дивизия |                |
|  | 43-я гвардейская стрелковая Рижская Латышская дивизия |                |
|  | 44-я горнострелковая Киевская Краснознамённая дивизия имени Н. А. Щорса |                |
|  | 44-я стрелковая Чудовская Краснознамённая дивизия |                |
|  | 44-я гвардейская стрелковая Барановичская ордена Ленина Краснознамённая ордена Суворова дивизия                                                                                 |                |
|  | 45-я стрелковая Волынская ордена Ленина Краснознамённая дивизия |                |
|  | 45-я стрелковая Печенгская дивизия |                |
|  | 45-я стрелковая дивизия конвойных войск НКВД |                |
|  | 45-я гвардейская стрелковая Красносельская ордена Ленина Краснознамённая дивизия имени А. А. Жданова                                                                            |                |
|  | 46-я стрелковая дивизия (1-го формирования) |                |
|  | 46-я стрелковая дивизия (2-го формирования) |                |
|  | 46-я стрелковая Лужская ордена Суворова дивизия |                |
|  | 46-я гвардейская стрелковая Краснознамённая дивизия |                |
|  | 46-я стрелковая дивизия конвойных войск НКВД |                |
|  | 47-я горнострелковая Краснознамённая дивизия имени И. В. Сталина |                |
|  | 47-я стрелковая Невельская орденов Ленина и Суворова дивизия |                |
|  | 47-я гвардейская стрелковая Нижнеднепровская Краснознамённая ордена Богдана Хмельницкого дивизия                                                                                |                |
|  | 48-я стрелковая Ропшинская Краснознамённая дивизия имени М. И. Калинина |                |
|  | 48-я гвардейская стрелковая Криворожская Краснознамённая орденов Суворова и Кутузова дивизия                                                                                    |                |
|  | 49-я стрелковая Краснознамённая дивизия |                |
|  | 49-я стрелковая Рославльская Краснознамённая ордена Суворова дивизия |                |
|  | 49-я гвардейская стрелковая Херсонская Краснознамённая ордена Суворова дивизия                                                                                                  |                |
|  | 50-я стрелковая Запорожско-Кировоградская Краснознамённая орденов Суворова и Кутузова дивизия                                                                                   |                |
|  | 50-я запасная стрелковая дивизия |                |
|  | 50-я гвардейская стрелковая Сталинская (Донецкая) дважды Краснознамённая орденов Суворова и Кутузова дивизия                                                                    |                |
|  | 51-я стрелковая Перекопская орденов Ленина и Трудового Красного Знамени дивизия имени Моссовета                                                                                 |                |
|  | 51-я стрелковая Витебская Краснознамённая ордена Суворова дивизия |                |
|  | 51-я гвардейская стрелковая Витебская ордена Ленина Краснознамённая дивизия имени К. Е. Ворошилова                                                                              |                |
|  | 52-я стрелковая дивизия (1-го формирования) |                |
|  | 52-я стрелковая Шумлинско-Венская дважды Краснознамённая ордена Суворова дивизия                                                                                                |                |
|  | 52-я гвардейская стрелковая Рижско-Берлинская орденов Ленина, Суворова и Кутузова дивизия                                                                                       |                |
|  | 53-я стрелковая Новоукраинская Краснознамённая ордена Суворова дивизия имени Фридриха Энгельса                                                                                  |                |
|  | 53-я гвардейская стрелковая Московско-Тартуская Краснознамённая дивизия |                |
|  | 54-я стрелковая Мазурская ордена Ленина Краснознамённая ордена Кутузова дивизия                                                                                                 |                |
|  | 54-я гвардейская стрелковая Макеевская ордена Ленина Краснознамённая орденов Суворова и Кутузова дивизия                                                                        |                |
|  | 55-я стрелковая Курская дивизия имени К. Е. Ворошилова |                |
|  | 55-я стрелковая Мозырьская Краснознамённая дивизия |                |
|  | 55-я гвардейская стрелковая Иркутско-Пинская Таманская ордена Ленина дважды Краснознамённая орденов Суворова и Трудового Красного Знамени дивизия имени Верховного Совета РСФСР |                |
|  | 56-я стрелковая Московская Краснознамённая дивизия |                |
|  | 56-я стрелковая Пушкинская Краснознамённая дивизия |                |
|  | 56-я гвардейская стрелковая Смоленская Краснознамённая дивизия |                |
|  | 57-я гвардейская стрелковая Новобугская орденов Суворова и Богдана Хмельницкого дивизия                                                                                         |                |
|  | 57-я мотострелковая Уральско-Хинганская Краснознамённая дивизия |                |
|  | 57-я стрелковая дивизия внутренних войск НКВД |                |
|  | 58-я горнострелковая дивизия |                |
|  | 58-я стрелковая Одерская Краснознамённая ордена Кутузова дивизия |                |
|  | 58-я гвардейская стрелковая Красноградско-Пражская ордена Ленина Краснознамённая ордена Суворова дивизия                                                                        |                |
|  | 59-я стрелковая Краснознамённая дивизия |                |
|  | 59-я гвардейская стрелковая Краматорская Краснознамённая орденов Суворова и Богдана Хмельницкого дивизия                                                                        |                |
|  | 59-я стрелковая дивизия внутренних войск НКВД |                |
|  | 60-я горнострелковая Кавказская дивизия имени Степина |                |
|  | 60-я стрелковая Севско-Варшавская Краснознамённая дивизия |                |
|  | 60-я гвардейская стрелковая Павлоградская Краснознамённая ордена Суворова дивизия                                                                                               |                |
|  | 61-я стрелковая дивизия (1-го формирования) |                |
|  | 61-я стрелковая Никопольская ордена Ленина Краснознамённая ордена Суворова дивизия                                                                                              |                |
|  | 61-я гвардейская стрелковая Славянская Краснознамённая дивизия |                |
|  | 61-я стрелковая дивизия внутренних войск НКВД |                |
|  | 62-я стрелковая Туркестанская дивизия |                |
|  | 62-я стрелковая дивизия (2-го формирования) |                |
|  | 62-я стрелковая Борисовская Краснознамённая орденов Суворова, Кутузова и Трудового Красного Знамени дивизия                                                                     |                |
|  | 62-я гвардейская стрелковая Звенигородско-Будапештстская Краснознамённая орденов Суворова и Богдана Хмельницкого дивизия                                                        |                |
|  | 62-я стрелковая дивизия внутренних войск НКВД |                |
|  | 63-я горнострелковая ордена Красной Звезды дивизия имени М. В. Фрунзе |                |
|  | 63-я стрелковая дивизия (1-го формирования) |                |
|  | 63-я стрелковая Витебская Краснознамённая орденов Суворова и Кутузова дивизия                                                                                                   |                |
|  | 63-я гвардейская стрелковая Красносельская ордена Ленина Краснознамённая орденов Суворова и Богдана Хмельницкого дивизия                                                        |                |
|  | 63-я стрелковая дивизия внутренних войск НКВД |                |
|  | 64-я стрелковая дивизия (1-го формирования) |                |
|  | 64-я стрелковая Могилевская орденов Суворова и Кутузова дивизия |                |
|  | 64-я гвардейская стрелковая Красносельская Краснознамённая дивизия |                |
|  | 64-я стрелковая дивизия внутренних войск НКВД |                |
|  | 65-я стрелковая Новгородская Краснознамённая ордена Суворова дивизия |                |
|  | 65-я гвардейская стрелковая Рижская дивизия |                |
|  | 65-я стрелковая дивизия внутренних войск НКВД |                |
|  | 66-я стрелковая ордена Кутузова дивизия |                |
|  | 66-я гвардейская стрелковая Полтавская Краснознамённая дивизия |                |
|  | 66-я стрелковая дивизия внутренних войск НКВД |                |
|  | 67-я стрелковая дивизия (1-го формирования) |                |
|  | 67-я стрелковая дивизия (2-го формирования) |                |
|  | 67-я гвардейская стрелковая Витебская Краснознамённая дивизия |                |
|  | 68-я горнострелковая дивизия |                |
|  | 68-я гвардейская стрелковая Проскуровская Краснознамённая дивизия |                |
|  | 69-я стрелковая Севская дважды Краснознамённая орденов Суворова и Кутузова дивизия                                                                                              |                |
|  | 69-я моторизованная дивизия |                |
|  | 69-я гвардейская стрелковая Звенигородская Краснознамённая дивизия |                |
|  | 70-я стрелковая ордена Ленина дивизия |                |
|  | 70-я стрелковая Верхнеднепровская ордена Суворова дивизия |                |
|  | 70-я гвардейская стрелковая Глуховская ордена Ленина дважды Краснознамённая орденов Суворова, Кутузова и Богдана Хмельницкого дивизия                                           |                |
|  | 71-я стрелковая Торуньская Краснознамённая дивизия |                |
|  | 71-я гвардейская стрелковая Харьковско-Витебская ордена Ленина Краснознамённая дивизия                                                                                          |                |
|  | 72-я горнострелковая дивизия |                |
|  | 72-я стрелковая Павловская Краснознамённая дивизия |                |
|  | 72-я гвардейская стрелковая Красноградская Краснознамённая дивизия |                |
|  | 73-я стрелковая дивизия (1-го формирования) |                |
|  | 73-я стрелковая дивизия (2-го формирования) |                |
|  | 73-я стрелковая Новозыбковская ордена Ленина Краснознамённая ордена Суворова дивизия                                                                                            |                |
|  | 73-я гвардейская стрелковая Сталинградско-Дунайская Краснознамённая дивизия |                |
|  | 74-я стрелковая Таманская дивизия |                |
|  | 74-я стрелковая Киевско-Дунайская Краснознамённая ордена Богдана Хмельницкого дивизия                                                                                           |                |
|  | 74-я гвардейская стрелковая Нижнеднепровская ордена Богдана Хмельницкого дивизия                                                                                                |                |
|  | 75-я стрелковая дивизия (1-го формирования) |                |
|  | 75-я гвардейская стрелковая Бахмачская дважды Краснознамённая ордена Суворова дивизия                                                                                           |                |
|  | 76-я горнострелковая Краснознамённая дивизия имени К. Е. Ворошилова |                |
|  | 76-я стрелковая Краснознамённая дивизия имени К. Е. Ворошилова |                |
|  | 76-я стрелковая Ельнинско-Варшавская Краснознамённая ордена Суворова дивизия |                |
|  | 76-я гвардейская стрелковая Черниговская Краснознамённая дивизия |                |
|  | 77-я горнострелковая Краснознамённая дивизия имени Серго Орджоникидзе |                |
|  | 77-я стрелковая Краснознамённая дивизия имени Серго Орджоникидзе |                |
|  | 77-я стрелковая Симферопольская Краснознамённая ордена Суворова дивизия имени Серго Орджоникидзе                                                                                |                |
|  | 77-я гвардейская стрелковая Черниговская ордена Ленина Краснознамённая дивизия ордена Суворова дивизия                                                                          |                |
|  | 78-я стрелковая дивизия (1-го формирования) |                |
|  | 78-я стрелковая Запорожская Краснознамённая ордена Суворова дивизия |                |
|  | 78-я гвардейская стрелковая Сталинградско-Висленская ордена Суворова дивизия |                |
|  | 79-я стрелковая Сахалинская дивизия |                |
|  | 79-я гвардейская стрелковая Запорожская ордена Ленина Краснознамённая орденов Суворова и Богдана Хмельницкого дивизия                                                           |                |
|  | 80-я стрелковая ордена Ленина дивизия имени пролетариата Донбасса |                |
|  | 80-я стрелковая Любанская ордена Кутузова дивизия |                |
|  | 80-я гвардейская стрелковая Уманская ордена Суворова дивизия |                |
|  | 81-я стрелковая дивизия (1-го формирования) |                |
|  | 81-я стрелковая Калинковичская Краснознамённая ордена Суворова дивизия |                |
|  | 81-я моторизованная Калужская дивизия |                |
|  | 81-я гвардейская стрелковая Красноградская Краснознамённая ордена Суворова дивизия                                                                                              |                |
|  | 82-я стрелковая Ярцевская Краснознамённая орденов Суворова и Кутузова дивизия                                                                                                   |                |
|  | 82-я мотострелковая дивизия |                |
|  | 82-я гвардейская стрелковая Запорожская Краснознамённая ордена Богдана Хмельницкого дивизия                                                                                     |                |
|  | 83-я горнострелковая Туркестанская дивизия |                |
|  | 83-я стрелковая Краснознамённая дивизия |                |
|  | 83-я гвардейская стрелковая Городокская Краснознамённая ордена Суворова дивизия                                                                                                 |                |
|  | 84-я стрелковая Харьковская Краснознамённая дивизия имени Тульского пролетариата                                                                                                |                |
|  | 84-я моторизованная дивизия имени Тульского пролетариата |                |
|  | 84-я гвардейская стрелковая Карачевская Краснознамённая ордена Суворова дивизия                                                                                                 |                |
|  | 85-я стрелковая ордена Ленина дивизия |                |
|  | 85-я стрелковая Ленинградско-Павловская Краснознамённая дивизия |                |
|  | 85-я гвардейская стрелковая Рижская Краснознамённая дивизия |                |
|  | 86-я стрелковая Казанская Краснознамённая дивизия имени Президиума Верховного Совета Татарской АССР                                                                             |                |
|  | 86-я стрелковая Тартуская дивизия |                |
|  | 86-я гвардейская стрелковая Николаевская Краснознамённая дивизия |                |
|  | 87-я стрелковая дивизия (1-го формирования) |                |
|  | 87-я стрелковая дивизия (2-го формирования) |                |
|  | 87-я стрелковая Перекопская Краснознамённая дивизия |                |
|  | 87-я гвардейская стрелковая Перекопская Краснознамённая ордена Суворова дивизия                                                                                                 |                |
|  | 88-я стрелковая дивизия (1-го формирования) |                |
|  | 88-я стрелковая Витебская Краснознамённая ордена Кутузова дивизия |                |
|  | 88-я гвардейская стрелковая Запорожско-Житомирская ордена Ленина Краснознамённая орденов Суворова и Богдана Хмельницкого дивизия                                                |                |
|  | 89-я стрелковая дивизия (1-го формирования) |                |
|  | 89-я стрелковая Таманская Краснознамённая орденов Кутузова и Красной Звезды дивизия                                                                                             |                |
|  | 89-я гвардейская стрелковая Белгородско-Харьковская Краснознамённая ордена Суворова дивизия                                                                                     |                |
|  | 90-я стрелковая Ропшинская Краснознамённая ордена Суворова дивизия |                |
|  | 90-я гвардейская стрелковая Витебско-Новгородская дважды Краснознамённая дивизия                                                                                                |                |
|  | 91-я стрелковая дивизия (1-го формирования) |                |
|  | 91-я стрелковая Мелитопольская Краснознамённая дивизия |                |
|  | 91-я гвардейская стрелковая Духовщинско-Хинганская ордена Ленина Краснознамённая ордена Суворова дивизия                                                                        |                |
|  | 92-я стрелковая дивизия (1-го формирования) |                |
|  | 92-я стрелковая Краковская дивизия |                |
|  | 92-я гвардейская стрелковая Криворожская дивизия |                |
|  | 93-я стрелковая Восточно-Сибирская дивизия |                |
|  | 93-я стрелковая Миргородская Краснознамённая ордена Суворова дивизия |                |
|  | 93-я гвардейская стрелковая Харьковская дважды Краснознамённая орденов Суворова и Кутузова дивизия                                                                              |                |
|  | 94-я стрелковая дивизия |                |
|  | 94-я гвардейская стрелковая Звенигородско-Берлинская ордена Суворова дивизия |                |
|  | 95-я стрелковая Молдавская дивизия |                |
|  | 95-я стрелковая дивизия (2-го формирования) |                |
|  | 95-я стрелковая Вернеднепровская Краснознамённая ордена Суворова дивизия |                |
|  | 95-я гвардейская стрелковая Полтавская ордена Ленина Краснознамённая орденов Суворова и Богдана Хмельницкого дивизия                                                            |                |
|  | 96-я горнострелковая Винницкая дивизия имени Я. Ф. Фабрициуса |                |
|  | 96-я стрелковая Винницкая дивизия имени Я. Ф. Фабрициуса |                |
|  | 96-я стрелковая дивизия (2-го формирования) |                |
|  | 96-я стрелковая Гомельская Краснознамённая ордена Суворова дивизия |                |
|  | 96-я гвардейская стрелковая Иловайская ордена Ленина Краснознамённая ордена Суворова дивизия                                                                                    |                |
|  | 97-я стрелковая дивизия (1-го формирования) |                |
|  | 97-я стрелковая дивизия (2-го формирования) |                |
|  | 97-я стрелковая Витебская Краснознамённая орденов Суворова и Кутузова дивизия                                                                                                   |                |
|  | 97-я гвардейская стрелковая Полтавская Краснознамённая орденов Суворова и Богдана Хмельницкого дивизия                                                                          |                |
|  | 98-я стрелковая дивизия (1-го формирования) |                |
|  | 98-я стрелковая дивизия (2-го формирования) |                |
|  | 98-я стрелковая Ропшинская Краснознамённая дивизия |                |
|  | 98-я гвардейская стрелковая Свирская Краснознамённая ордена Кутузова дивизия |                |
|  | 99-я стрелковая дивизия (1-го формирования) |                |
|  | 99-я стрелковая Житомирская Краснознамённая ордена Суворова дивизия |                |
|  | 99-я гвардейская стрелковая Свирская ордена Кутузова дивизия |                |
|  | 100-я стрелковая ордена Ленина дивизия |                |
|  | 100-я стрелковая Львовская дивизия |                |
|  | 100-я гвардейская стрелковая Свирская Краснознамённая дивизия |                |
|  | 101-я горнострелковая дивизия |                |
|  | 101-я стрелковая ордена Ленина дивизия |                |
|  | 101-я мотострелковая дивизия |                |
|  | 101-я гвардейская стрелковая Печенгская Краснознамённая орденов Суворова и Красной Звезды дивизия                                                                               |                |
|  | 102-я стрелковая дивизия (1-го формирования) |                |
|  | 102-я стрелковая дивизия (2-го формирования) |                |
|  | 102-я стрелковая Дальневосточная Новгород-Северская ордена Ленина Краснознамённая ордена Суворова дивизия                                                                       |                |
|  | 102-я гвардейская стрелковая Новгородско-Померанская Краснознамённая орденов Суворова и Красной Звезды дивизия                                                                  |                |
|  | 103-я стрелковая дивизия (1-го формирования) |                |
|  | 103-я стрелковая дивизия (2-го формирования) |                |
|  | 103-я стрелковая дивизия (3-го формирования) |                |
|  | 103-я моторизованная дивизия |                |
|  | 103-я гвардейская стрелковая Краснознамённая ордена Кутузова дивизия |                |
|  | 104-я стрелковая дивизия |                |
|  | 104-я гвардейская стрелковая ордена Кутузова дивизия |                |
|  | 105-я стрелковая дивизия |                |
|  | 105-я гвардейская стрелковая Венская Краснознамённая дивизия |                |
|  | 106-я стрелковая дивизия (1-го формирования) |                |
|  | 106-я стрелковая дивизия (2-го формирования) |                |
|  | 106-я стрелковая Забайкальско-Днепровская Краснознамённая ордена Суворова дивизия                                                                                               |                |
|  | 106-я моторизованная дивизия |                |
|  | 106-я гвардейская стрелковая Краснознамённая ордена Кутузова дивизия |                |
|  | 107-я стрелковая дивизия (1-го формирования) |                |
|  | 107-я стрелковая Кременецкая ордена Суворова дивизия |                |
|  | 107-я мотострелковая дивизия |                |
|  | 107-я гвардейская стрелковая Первомайская Краснознамённая ордена Суворова дивизия                                                                                               |                |
|  | 108-я стрелковая Бобруйская ордена Ленина Краснознамённая дивизия |                |
|  | 108-я гвардейская стрелковая Николаевская Краснознамённая ордена Суворова дивизия                                                                                               |                |
|  | 109-я стрелковая дивизия (1-го формирования) |                |
|  | 109-я стрелковая Ленинградская Краснознамённая дивизия |                |
|  | 109-я моторизованная дивизия |                |
|  | 109-я гвардейская стрелковая Бериславско-Хинганская Краснознамённая ордена Суворова дивизия                                                                                     |                |
|  | 110-я стрелковая дивизия (1-го формирования) |                |
|  | 110-я стрелковая дивизия (2-го формирования) |                |
|  | 110-я стрелковая Верхнеднепровская дивизия |                |
|  | 110-я гвардейская стрелковая Александрийско-Хинганская дважды Краснознамённая ордена Суворова дивизия                                                                           |                |
|  | 111-я стрелковая дивизия (1-го формирования) |                |
|  | 111-я стрелковая Александрийская Краснознамённая ордена Богдана Хмельницкого дивизия                                                                                            |                |
|  | 112-я стрелковая дивизия (1-го формирования) |                |
|  | 112-я стрелковая Рыльско-Коростенская Краснознамённая орденов Суворова и Кутузова дивизия                                                                                       |                |
|  | 112-я мотострелковая дивизия |                |
|  | 113-я стрелковая дивизия (1-го формирования) |                |
|  | 113-я стрелковая Нижнеднестровская Краснознамённая дивизия |                |
|  | 114-я стрелковая Свирская Краснознамённая дивизия |                |
|  | 114-я гвардейская стрелковая Венская Краснознамённая ордена Кутузова дивизия |                |
|  | 115-я стрелковая Холмская Краснознамённая дивизия |                |
|  | 116-я стрелковая дивизия (1-го формирования) |                |
|  | 116-я стрелковая Харьковская Краснознамённая ордена Кутузова дивизия |                |
|  | 117-я стрелковая дивизия (1-го формирования) |                |
|  | 117-я стрелковая Познанская Краснознамённая ордена Суворова дивизия |                |
|  | 117-я гвардейская стрелковая Бердичевская ордена Богдана Хмельницкого дивизия                                                                                                   |                |
|  | 118-я стрелковая дивизия (1-го формирования) |                |
|  | 118-я стрелковая дивизия (2-го формирования) |                |
|  | 118-я стрелковая Мелитопольская Краснознамённая ордена Кутузова дивизия |                |
|  | 119-я стрелковая дивизия (1-го формирования) |                |
|  | 119-я стрелковая дивизия (2-го формирования) |                |
|  | 119-я стрелковая ордена Суворова дивизия |                |
|  | 119-я гвардейская стрелковая Режицкая Краснознамённая дивизия |                |
|  | 120-я стрелковая дивизия (1-го формирования) |                |
|  | 120-я стрелковая дивизия (2-го формирования) |                |
|  | 120-я стрелковая Гатчинская Краснознамённая дивизия |                |
|  | 120-я гвардейская стрелковая Рогачёвская Краснознамённая орденов Суворова и Кутузова дивизия                                                                                    |                |
|  | 121-я стрелковая Рыльско-Киевская Краснознамённая орденов Суворова и Богдана Хмельницкого дивизия                                                                               |                |
|  | 121-я гвардейская стрелковая Гомельская ордена Ленина Краснознамённая ордена Суворова дивизия                                                                                   |                |
|  | 122-я стрелковая ордена Кутузова дивизия |                |
|  | 123-я стрелковая Лужская ордена Ленина дивизия |                |
|  | 124-я стрелковая дивизия (1-го формирования) |                |
|  | 124-я стрелковая дивизия (2-го формирования) |                |
|  | 124-я стрелковая Мгинско-Хинганская Краснознамённая ордена Суворова дивизия |                |
|  | 125-я стрелковая Красносельская Краснознамённая ордена Кутузова дивизия |                |
|  | 126-я стрелковая дивизия (1-го формирования) |                |
|  | 126-я стрелковая Горловская дважды Краснознамённая ордена Суворова дивизия |                |
|  | 127-я стрелковая дивизия (1-го формирования) |                |
|  | 127-я стрелковая дивизия (2-го формирования) |                |
|  | 127-я стрелковая Чистяковская Краснознамённая ордена Кутузова дивизия |                |
|  | 128-я стрелковая Псковская Краснознамённая дивизия |                |
|  | 128-я гвардейская горнострелковая Туркестанская Краснознамённая дивизия |                |
|  | 129-я стрелковая дивизия (1-го формирования) |                |
|  | 129-я стрелковая Орловская Краснознамённая ордена Кутузова дивизия |                |
|  | 129-я гвардейская стрелковая Житомирская Краснознамённая ордена Суворова дивизия                                                                                                |                |
|  | 130-я стрелковая дивизия (1-го формирования) |                |
|  | 130-я стрелковая дивизия (2-го формирования) |                |
|  | 130-я стрелковая Таганрогская ордена Ленина Краснознамённая ордена Суворова дивизия                                                                                             |                |
|  | 131-я стрелковая дивизия (1-го формирования) |                |
|  | 131-я стрелковая Ропшинская Краснознамённая дивизия |                |
|  | 131-я моторизованная дивизия |                |
|  | 132-я стрелковая Бахмачско-Варшавская дважды Краснознамённая ордена Суворова дивизия                                                                                            |                |
|  | 133-я стрелковая дивизия (1-го формирования) |                |
|  | 133-я стрелковая Смоленская Краснознамённая орденов Суворова и Богдана Хмельницкого дивизия                                                                                     |                |
|  | 134-я стрелковая дивизия (1-го формирования) |                |
|  | 134-я стрелковая Вердинская ордена Ленина Краснознамённая ордена Суворова дивизия                                                                                               |                |
|  | 135-я стрелковая дивизия (1-го формирования) |                |
|  | 135-я стрелковая Краковская Краснознамённая дивизия |                |
|  | 136-я стрелковая дивизия (1-го формирования) |                |
|  | 136-я стрелковая дивизия (2-го формирования) |                |
|  | 136-я стрелковая Киевская Краснознамённая орденов Суворова и Богдана Хмельницкого дивизия                                                                                       |                |
|  | 137-я стрелковая Бобруйская ордена Суворова дивизия |                |
|  | 138-я горнострелковая дивизия |                |
|  | 138-я стрелковая дивизия (1-го формирования) |                |
|  | 138-я стрелковая Карпатская Краснознамённая ордена Суворова дивизия |                |
|  | 139-я стрелковая дивизия (1-го формирования) |                |
|  | 139-я стрелковая дивизия (2-го формирования) |                |
|  | 139-я стрелковая Рославльская Краснознамённая ордена Суворова дивизия |                |
|  | 140-я стрелковая дивизия (1-го формирования) |                |
|  | 140-я стрелковая дивизия (2-го формирования) |                |
|  | 140-я стрелковая дивизия (3-го формирования) |                |
|  | 140-я стрелковая Сибирская, Новгород-Северская ордена Ленина дважды Краснознамённая орденов Суворова и Кутузова дивизия                                                         |                |
|  | 141-я стрелковая дивизия (1-го формирования) |                |
|  | 141-я стрелковая Киевская Краснознамённая ордена Богдана Хмельницкого дивизия                                                                                                   |                |
|  | 142-я стрелковая Грудзенская Краснознамённая дивизия |                |
|  | 143-я стрелковая Конотопско-Коростенская Краснознамённая ордена Суворова дивизия                                                                                                |                |
|  | 144-я стрелковая Виленская Краснознамённая орденов Суворова, Кутузова и Александра Невского дивизия                                                                             |                |
|  | 145-я стрелковая дивизия (1-го формирования) |                |
|  | 145-я стрелковая Витебская Краснознамённая дивизия |                |
|  | 146-я стрелковая дивизия (1-го формирования) |                |
|  | 146-я стрелковая Островская Краснознамённая орденов Суворова и Кутузова дивизия                                                                                                 |                |
|  | 147-я стрелковая дивизия (1-го формирования) |                |
|  | 147-я стрелковая Станиславская ордена Богдана Хмельницкого дивизия |                |
|  | 148-я стрелковая Черниговская Краснознамённая ордена Суворова дивизия |                |
|  | 149-я стрелковая дивизия (1-го формирования) |                |
|  | 149-я стрелковая Новоград-Волынская орденов Суворова и Кутузова дивизия |                |
|  | 150-я стрелковая дивизия (1-го формирования) |                |
|  | 150-я стрелковая дивизия (2-го формирования) |                |
|  | 150-я стрелковая Идрицко-Берлинская ордена Кутузова дивизия |                |
|  | 151-я стрелковая дивизия (1-го формирования) |                |
|  | 151-я стрелковая Жмеринско-Будапештская Краснознамённая дивизия |                |
|  | 152-я стрелковая дивизия (1-го формирования) |                |
|  | 152-я стрелковая Днепропетровская ордена Ленина Краснознамённая ордена Суворова дивизия                                                                                         |                |
|  | 153-я стрелковая дивизия (1-го формирования) |                |
|  | 153-я стрелковая дивизия (2-го формирования) |                |
|  | 153-я стрелковая Смоленская Краснознамённая ордена Кутузова дивизия |                |
|  | 154-я стрелковая дивизия (1-го формирования) |                |
|  | 154-я стрелковая ордена Суворова дивизия |                |
|  | 155-я стрелковая дивизия (1-го формирования) |                |
|  | 155-я стрелковая Станиславская Краснознамённая дивизия |                |
|  | 156-я стрелковая дивизия (1-го формирования) |                |
|  | 156-я стрелковая ордена Кутузова дивизия |                |
|  | 157-я стрелковая дивизия (1-го формирования) |                |
|  | 157-я стрелковая Неманская орденов Суворова и Кутузова дивизия |                |
|  | 158-я стрелковая дивизия (1-го формирования) |                |
|  | 158-я стрелковая Витебско-Лиозненская дважды Краснознамённая ордена Суворова дивизия                                                                                            |                |
|  | 159-я стрелковая дивизия (1-го формирования) |                |
|  | 159-я стрелковая дивизия (2-го формирования) |                |
|  | 159-я стрелковая Витебская Краснознамённая орденов Суворова и Кутузова дивизия                                                                                                  |                |
|  | 160-я стрелковая дивизия |                |
|  | 160-я стрелковая Брестская Краснознамённая дивизия |                |
|  | 161-я стрелковая дивизия (1-го формирования) |                |
|  | 161-я стрелковая Станиславская Краснознамённая ордена Богдана Хмельницкого дивизия                                                                                              |                |
|  | 162-я стрелковая дивизия (1-го формирования) |                |
|  | 162-я стрелковая дивизия (2-го формирования) |                |
|  | 162-я стрелковая Среднеазиатская Новгород-Северская Краснознамённая ордена Суворова дивизия                                                                                     |                |
|  | 163-я стрелковая Ромненско-Киевская ордена Ленина Краснознамённая орденв Суворова и Кутузова дивизия                                                                            |                |
|  | 163-я моторизованная дивизия |                |
|  | 164-я стрелковая дивизия (1-го формирования) |                |
|  | 164-я стрелковая Витебская Краснознамённая дивизия |                |
|  | 165-я стрелковая дивизия (1-го формирования) |                |
|  | 165-я стрелковая Седлецкая Краснознамённая ордена Кутузова дивизия |                |
|  | 166-я стрелковая дивизия (1-го формирования) |                |
|  | 166-я стрелковая Краснознамённая дивизия |                |
|  | 167-я стрелковая дивизия (1-го формирования) |                |
|  | 167-я стрелковая Сумско-Киевская дважды Краснознамённая дивизия |                |
|  | 168-я стрелковая Рижская дивизия |                |
|  | 169-я стрелковая Киевско-Рогачевская орденов Суворова и Кутузова дивизия |                |
|  | 170-я стрелковая дивизия (1-го формирования) |                |
|  | 170-я стрелковая Речицкая Краснознамённая ордена Суворова дивизия |                |
|  | 171-я стрелковая дивизия (1-го формирования) |                |
|  | 171-я стрелковая Идрицко-Берлинская Краснознамённая ордена Кутузова дивизия |                |
|  | 172-я стрелковая дивизия (1-го формирования) |                |
|  | 172-я стрелковая дивизия (2-го формирования) |                |
|  | 172-я стрелковая Павлоградская Краснознамённая ордена Суворова дивизия |                |
|  | 173-я стрелковая дивизия (1-го формирования) |                |
|  | 173-я стрелковая дивизия (2-го формирования) |                |
|  | 173-я стрелковая Оршанская Краснознамённая дивизия |                |
|  | 174-я стрелковая дивизия (1-го формирования) |                |
|  | 174-я стрелковая дивизия (2-го формирования) |                |
|  | 174-я стрелковая Борисовская Краснознамённая орденов Суворова и Кутузова дивизия                                                                                                |                |
|  | 175-я стрелковая дивизия (1-го формирования) |                |
|  | 175-я стрелковая дивизия (2-го формирования) |                |
|  | 175-я стрелковая Уральско-Ковельская Краснознамённая ордена Кутузова дивизия |                |
|  | 176-я стрелковая дивизия (1-го формирования) |                |
|  | 176-я стрелковая Мазурская Краснознамённая ордена Суворова дивизия |                |
|  | 177-я стрелковая Любанская дивизия |                |
|  | 178-я стрелковая Кулагинская Краснознамённая дивизия |                |
|  | 179-я стрелковая Витебская Краснознамённая дивизия |                |
|  | 180-я стрелковая дивизия (1-го формирования) |                |
|  | 180-я стрелковая Киевская Краснознамённая орденов Суворова и Кутузова дивизия                                                                                                   |                |
|  | 181-я стрелковая дивизия (1-го формирования) |                |
|  | 181-я стрелковая дивизия (2-го формирования) |                |
|  | 181-я стрелковая Сталинградская ордена Ленина Краснознамённая орденов Суворова и Кутузова дивизия                                                                               |                |
|  | 182-я стрелковая Дновская дивизия |                |
|  | 183-я стрелковая Харьковская ордена Ленина Краснознамённая орденов Суворова и Богдана Хмельницкого дивизия                                                                      |                |
|  | 184-я стрелковая дивизия (1-го формирования) |                |
|  | 184-я стрелковая дивизия (2-го формирования) |                |
|  | 184-я стрелковая Духовщинская Краснознамённая орденов Суворова и Кутузова дивизия                                                                                               |                |
|  | 185-я стрелковая Панкратовско-Пражская ордена Суворова дивизия |                |
|  | 185-я моторизованная дивизия |                |
|  | 186-я стрелковая Брестская Краснознамённая орденов Суворова и Кутузова дивизия                                                                                                  |                |
|  | 186-я стрелковая Полярная дивизия |                |
|  | 187-я стрелковая дивизия (1-го формирования) |                |
|  | 187-я стрелковая ордена Суворова дивизия |                |
|  | 188-я стрелковая Нижнеднепровская Краснознамённая дивизия |                |
|  | 189-я стрелковая дивизия (1-го формирования) |                |
|  | 189-я стрелковая Кингисеппская Краснознамённая дивизия |                |
|  | 190-я стрелковая дивизия (1-го формирования) |                |
|  | 190-я стрелковая Краснознамённая дивизия |                |
|  | 191-я стрелковая Новгородская Краснознамённая дивизия |                |
|  | 192-я горнострелковая дивизия |                |
|  | 192-я стрелковая дивизия |                |
|  | 192-я стрелковая Оршанско-Хинганская Краснознамённая дивизия |                |
|  | 193-я стрелковая дивизия (1-го формирования) |                |
|  | 193-я стрелковая Днепровская ордена Ленина Краснознамённая орденов Суворова и Кутузова дивизия                                                                                  |                |
|  | 194-я горнострелковая дивизия |                |
|  | 194-я стрелковая Речицкая Краснознамённая дивизия |                |
|  | 195-я стрелковая дивизия (1-го формирования) |                |
|  | 195-я стрелковая Новомосковская Краснознамённая дивизия |                |
|  | 196-я стрелковая дивизия (1-го формирования) |                |
|  | 196-я стрелковая Гатчинская Краснознамённая дивизия |                |
|  | 197-я стрелковая дивизия (1-го формирования) |                |
|  | 197-я стрелковая дивизия (2-го формирования) |                |
|  | 197-я стрелковая Брянская Краснознамённая ордена Кутузова дивизия |                |
|  | 198-я стрелковая дивизия |                |
|  | 198-я моторизованная дивизия |                |
|  | 199-я стрелковая дивизия (1-го формирования) |                |
|  | 199-я стрелковая Смоленская Краснознамённая орденов Суворова и Кутузова дивизия                                                                                                 |                |
|  | 200-я стрелковая дивизия (1-го формирования) |                |
|  | 200-я стрелковая Двинская Краснознамённая дивизия |                |
|  | 201-я стрелковая дивизия (1-го формирования) |                |
|  | 201-я стрелковая Гатчинская Краснознамённая дивизия |                |
|  | 202-я стрелковая Корсунская Краснознамённая орденов Суворова и Кутузова дивизия                                                                                                 |                |
|  | 202-я моторизованная дивизия |                |
|  | 203-я стрелковая Запорожско-Хинганская Краснознамённая ордена Суворова дивизия                                                                                                  |                |
|  | 204-я стрелковая дивизия (1-го формирования) |                |
|  | 204-я стрелковая Витебская дивизия |                |
|  | 204-я моторизованная дивизия |                |
|  | 205-я стрелковая дивизия (1-го формирования) |                |
|  | 205-я стрелковая Гдыньская ордена Суворова дивизия |                |
|  | 205-я моторизованная дивизия |                |
|  | 206-я стрелковая дивизия (1-го формирования) |                |
|  | 206-я стрелковая Корсунская Краснознамённая орденов Суворова, Кутузова и Богдана Хмельнцкого дивизия                                                                            |                |
|  | 207-я стрелковая дивизия (2-го формирования) |                |
|  | 207-я стрелковая Померанская Краснознамённая ордена Суворова дивизия |                |
|  | 208-я стрелковая дивизия (1-го формирования) |                |
|  | 208-я стрелковая Кёнигсбергская Краснознамённая дивизия |                |
|  | 208-я моторизованная дивизия |                |
|  | 209-я стрелковая дивизия |                |
|  | 209-я моторизованная дивизия |                |
|  | 210-я стрелковая Хинганская дивизия |                |
|  | 210-я моторизованная дивизия |                |
|  | 211-я стрелковая дивизия (1-го формирования) |                |
|  | 211-я стрелковая Черниговская Краснознамённая ордена Суворова дивизия |                |
|  | 212-я стрелковая дивизия (1-го формирования) |                |
|  | 212-я стрелковая Кричевская Краснознамённая орденов Суворова и Кутузова дивизия                                                                                                 |                |
|  | 212-я моторизованная дивизия |                |
|  | 213-я стрелковая Новоукраинская дивизия |                |
|  | 213-я моторизованная дивизия |                |
|  | 214-я стрелковая дивизия (1-го формирования) |                |
|  | 214-я стрелковая Кременчугско-Александрийская Краснознамённая орденов Суворова и Богдана Хмельницкого дивизия                                                                   |                |
|  | 215-я стрелковая Смоленская Краснознамённая орденов Суворова и Кутузова дивизия                                                                                                 |                |
|  | 215-я моторизованная дивизия |                |
|  | 216-я стрелковая Сивашаская Краснознамённая орденов Суворова и Кутузова дивизия                                                                                                 |                |
|  | 216-я моторизованная дивизия |                |
|  | 217-я стрелковая Унечская ордена Ленина Краснознамённая ордена Суворова дивизия                                                                                                 |                |
|  | 218-я стрелковая дивизия (1-го формирования) |                |
|  | 218-я стрелковая Ромодано-Киевская ордена Ленина Краснознамённая ордена Суворова дивизия                                                                                        |                |
|  | 218-я моторизованная дивизия |                |
|  | 219-я стрелковая дивизия (1-го формирования) |                |
|  | 219-я стрелковая Идрицкая Краснознамённая дивизия |                |
|  | 219-я моторизованная дивизия |                |
|  | 220-я стрелковая Оршанская Краснознамённая ордена Суворова дивизия |                |
|  | 220-я моторизованная дивизия |                |
|  | 221-я стрелковая дивизия (1-го формирования) |                |
|  | 221-я стрелковая Мариупольско-Хинганская Краснознамённая ордена Суворова дивизия                                                                                                |                |
|  | 221-я моторизованная дивизия |                |
|  | 222-я стрелковая Смоленско-Бранденбургская Краснознамённая ордена Суворова дивизия                                                                                              |                |
|  | 223-я стрелковая дивизия (1-го формирования) |                |
|  | 223-я стрелковая Белградская Краснознамённая дивизия |                |
|  | 224-я стрелковая дивизия (1-го формирования) |                |
|  | 224-я стрелковая Гатчинская Краснознамённая дивизия |                |
|  | 225-я стрелковая Новгородская Краснознамённая ордена Кутузова дивизия |                |
|  | 226-я стрелковая дивизия (1-го формирования) |                |
|  | 226-я стрелковая Киевско-Глуховская Краснознамённая ордена Суворова дивизия |                |
|  | 227-я стрелковая дивизия (1-го формирования) |                |
|  | 227-я стрелковая Темрюкская Краснознамённая дивизия |                |
|  | 228-я стрелковая дивизия (1-го формирования) |                |
|  | 228-я стрелковая дивизия (2-го формирования) |                |
|  | 228-я стрелковая Вознесенская Краснознамённая ордена Суворова дивизия |                |
|  | 229-я стрелковая дивизия (1-го формирования) |                |
|  | 229-я стрелковая Одерская ордена Суворова дивизия |                |
|  | 230-я стрелковая дивизия (1-го формирования) |                |
|  | 230-я стрелковая Сталинская ордена Суворова дивизия |                |
|  | 231-я стрелковая дивизия (1-го формирования) |                |
|  | 231-я стрелковая Краснознамённая дивизия |                |
|  | 232-я стрелковая дивизия (1-го формирования) |                |
|  | 232-я стрелковая Сибирская Сумско-Киевская ордена Ленина Краснознамённая ордена Богдана Хмельницкого дивизия                                                                    |                |
|  | 233-я стрелковая дивизия (1-го формирования) |                |
|  | 233-я стрелковая Кременчугско-Знаменская Краснознамённая дивизия |                |
|  | 234-я стрелковая Ломоносовско-Пражская орденов Суворова и Богдана Хмельнцкого дивизия                                                                                           |                |
|  | 235-я стрелковая дивизия (1-го формирования) |                |
|  | 235-я стрелковая Витебская Краснознамённая ордена Суворова дивизия |                |
|  | 236-я стрелковая Днепропетровская Краснознамённая ордена Суворова дивизия |                |
|  | 237-я стрелковая дивизия (1-го формирования) |                |
|  | 237-я стрелковая Пирятинская Краснознамённая орденов Суворова и Богдана Хмельницкого дивизия                                                                                    |                |
|  | 238-я стрелковая Краснознамённая дивизия |                |
|  | 238-я стрелковая Карачевская Краснознамённая орденов Суворова и Кутузова дивизия                                                                                                |                |
|  | 239-я стрелковая Краснознамённая дивизия |                |
|  | 240-я стрелковая Киевско-Днепровская Краснознамённая орденов Суворова и Богдана Хмельницкого дивизия                                                                            |                |
|  | 240-я моторизованная дивизия |                |
|  | 241-я стрелковая Винницкая орденов Богдана Хмельницкого и Красной Звезды дивизия                                                                                                |                |
|  | 242-я стрелковая дивизия (1-го формирования) |                |
|  | 242-я стрелковая дивизия (2-го формирования) |                |
|  | 242-я горнострелковая Таманская Краснознамённая ордена Кутузова |                |
|  | 243-я стрелковая Никопольско-Хинганская Краснознамённая дивизия |                |
|  | 244-я стрелковая дивизия (1-го формирования) |                |
|  | 244-я стрелковая Запорожская Краснознамённая ордена Суворова дивизия |                |
|  | 245-я стрелковая Валгинско-Режицкая Краснознамённая дивизия |                |
|  | 246-я стрелковая Шумская дивизия |                |
|  | 247-я стрелковая дивизия (1-го формирования) |                |
|  | 247-я стрелковая Рославльская Краснознамённая дивизия |                |
|  | 248-я стрелковая дивизия (1-го формирования) |                |
|  | 248-я стрелковая дивизия (2-го формирования) |                |
|  | 248-я стрелковая Одесская Краснознамённая дивизия |                |
|  | 249-я стрелковая дивизия (1-го формирования) |                |
|  | 249-я стрелковая Эстонская дивизия |                |
|  | 250-я стрелковая Бобруйская Краснознамённая ордена Суворова дивизия |                |
|  | 251-я стрелковая Витебская Краснознамённая ордена Суворова дивизия |                |
|  | 252-я стрелковая Харьковско-Братиславская Краснознамённая орденов Суворова и Богдана Хмельницкого дивизия                                                                       |                |
|  | 253-я стрелковая дивизия (1-го формирования) |                |
|  | 253-я стрелковая дивизия (2-го формирования) |                |
|  | 253-я стрелковая Калинковичская Краснознамённая орденов Суворова и Кутузова дивизия                                                                                             |                |
|  | 254-я стрелковая Черкасская ордена Ленина Краснознамённая орденов Суворова, Кутузова и Богдана Хмельницкого дивизия                                                             |                |
|  | 255-я стрелковая дивизия (1-го формирования) |                |
|  | 255-я стрелковая дивизия (2-го формирования) |                |
|  | 256-я стрелковая Нарвская Краснознамённая дивизия |                |
|  | 257-я стрелковая дивизия (1-го формирования) |                |
|  | 257-я стрелковая дивизия (2-го формирования) |                |
|  | 257-я стрелковая Сивашская Краснознамённая ордена Суворова дивизия |                |
|  | 258-я стрелковая дивизия (1-го формирования) |                |
|  | 258-я стрелковая дивизия (2-го формирования) |                |
|  | 258-я стрелковая Краснознамённая дивизия |                |
|  | 259-я стрелковая Артёмовская дивизия |                |
|  | 260-я стрелковая дивизия (1-го формирования) |                |
|  | 260-я стрелковая Ковельская Краснознамённая ордена Суворова дивизия |                |
|  | 261-я стрелковая дивизия |                |
|  | 262-я стрелковая Демидовско-Хинганская Краснознамённая ордена Суворова дивизия                                                                                                  |                |
|  | 263-я стрелковая Сивашская дивизия |                |
|  | 264-я стрелковая дивизия (1-го формирования) |                |
|  | 264-я стрелковая дивизия (2-го формирования) |                |
|  | 264-я стрелковая Уссурийская дивизия |                |
|  | 265-я стрелковая Выборгская дивизия |                |
|  | 266-я стрелковая дивизия (1-го формирования) |                |
|  | 266-я стрелковая дивизия (2-го формирования) |                |
|  | 266-я стрелковая Артёмовско-Берлинская Краснознамённая ордена Суворова дивизия                                                                                                  |                |
|  | 267-я стрелковая дивизия (1-го формирования) |                |
|  | 267-я стрелковая Сивашская Краснознамённая ордена Суворова дивизия |                |
|  | 268-я стрелковая Мгинская Краснознамённая дивизия |                |
|  | 269-я стрелковая Рогачёвская Краснознамённая ордена Кутузова дивизия |                |
|  | 270-я стрелковая дивизия (1-го формирования) |                |
|  | 270-я стрелковая Демидовская Краснознамённая дивизия |                |
|  | 271-я стрелковая Горловская Краснознамённая ордена Богдана Хмельницкого дивизия                                                                                                 |                |
|  | 272-я стрелковая Свирско-Померанская Краснознамённая ордена Красной Звезды дивизия                                                                                              |                |
|  | 273-я стрелковая дивизия (1-го формирования) |                |
|  | 273-я стрелковая Бежицкая Краснознамённая ордена Богдана Хмельницкого дивизия                                                                                                   |                |
|  | 274-я стрелковая дивизия (1-го формирования) |                |
|  | 274-я стрелковая Ярцевская Краснознамённая ордена Суворова дивизия |                |
|  | 275-я стрелковая дивизия (1-го формирования) |                |
|  | 275-я стрелковая Хинганская дивизия |                |
|  | 276-я стрелковая дивизия (1-го формирования) |                |
|  | 276-я стрелковая Темрюкская дважды Краснознамённая дивизия |                |
|  | 277-я стрелковая дивизия (1-го формирования) |                |
|  | 277-я стрелковая Рославльская Краснознамённая орденов Суворова и Кутузова дивизия                                                                                               |                |
|  | 278-я стрелковая дивизия (1-го формирования) |                |
|  | 278-я стрелковая дивизия (2-го формирования) |                |
|  | 278-я стрелковая Хинганская дивизия |                |
|  | 279-я стрелковая дивизия (1-го формирования) |                |
|  | 279-я стрелковая Лисичанская Краснознамённая дивизия |                |
|  | 280-я стрелковая дивизия (1-го формирования) |                |
|  | 280-я стрелковая Конотопоско-Коростенская Краснознамённая ордена Суворова дивизия                                                                                               |                |
|  | 281-я стрелковая дивизия (1-го формирования) |                |
|  | 281-я стрелковая Любанская ордена Суворова дивизия |                |
|  | 282-я стрелковая дивизия (1-го формирования) |                |
|  | 282-я стрелковая Тартуская дивизия |                |
|  | 283-я стрелковая Гомельская Краснознамённая ордена Суворова дивизия |                |
|  | 284-я стрелковая дивизия (1-го формирования) |                |
|  | 284-я стрелковая Краснознамённая дивизия |                |
|  | 284-я стрелковая Хинганская дивизия |                |
|  | 285-я стрелковая Домбровская ордена Богдана Хмельницкого дивизия |                |
|  | 286-я стрелковая Ленинградская Краснознамённая дивизия |                |
|  | 287-я стрелковая дивизия (1-го формирования) |                |
|  | 287-я стрелковая Новоград-Волынская дважды Краснознамённая орденов Суворова, Кутузова и Богдана Хмельницкого дивизия                                                            |                |
|  | 288-я стрелковая Дновская дивизия |                |
|  | 289-я стрелковая дивизия (1-го формирования) |                |
|  | 289-я стрелковая дивизия (2-го формирования) |                |
|  | 290-я стрелковая Могилёвская Краснознамённая орденов Суворова и Кутузова дивизия                                                                                                |                |
|  | 291-я стрелковая Гатчинская Краснознамённая ордена Кутузова дивизия |                |
|  | 292-я стрелковая дивизия (1-го формирования) |                |
|  | 292-я стрелковая дивизия (2-го формирования) |                |
|  | 292-я стрелковая Хинганская дивизия |                |
|  | 293-я стрелковая дивизия (1-го формирования) |                |
|  | 293-я стрелковая Краснознамённая дивизия |                |
|  | 294-я стрелковая Черкасская Краснознамённая орденов Суворова, Кутузова и Богдана Хмельницкого дивизия                                                                           |                |
|  | 295-я стрелковая дивизия (1-го формирования) |                |
|  | 295-я стрелковая Херсонская ордена Ленина Краснознамённая ордена Суворова дивизия                                                                                               |                |
|  | 296-я стрелковая дивизия (2-го формирования) | \|-            |
|  | 297-я стрелковая дивизия (1-го формирования) |                |
|  | 297-я стрелковая Кировоградско-Славянская Краснознамённая ордена Богдана Хмельницкого дивизия                                                                                   |                |
|  | 298-я стрелковая дивизия (1-го формирования) |                |
|  | 298-я стрелковая дивизия (2-го формирования) |                |
|  | 298-я стрелковая Хинганская дивизия |                |
|  | 299-я стрелковая дивизия (1-го формирования) |                |
|  | 299-я стрелковая Харьковская дивизия |                |
|  | 300-я стрелковая дивизия (1-го формирования) |                |
|  | 300-я стрелковая Харбинская дивизия |                |
|  | 301-я стрелковая дивизия (1-го формирования) |                |
|  | 301-я стрелковая дивизия (2-го формирования) |                |
|  | 301-я стрелковая Сталинская ордена Суворова дивизия |                |
|  | 302-я горнострелковая дивизия |                |
|  | 302-я стрелковая Тернопольская Краснознамённая ордена Кутузова дивизия |                |
|  | 303-я стрелковая дивизия (1-го формирования) |                |
|  | 303-я стрелковая Верхнеднепровская Краснознамённая дивизия |                |
|  | 304-я стрелковая дивизия (1-го формирования) |                |
|  | 304-я стрелковая Житомирская Краснознамённая дивизия |                |
|  | 305-я стрелковая дивизия (1-го формирования) |                |
|  | 305-я стрелковая Белгородская Краснознамённая орденов Суворова и Кутузова дивизия                                                                                               |                |
|  | 306-я стрелковая Рибшевская Краснознамённая дивизия |                |
|  | 307-я стрелковая Новозыбковская Краснознамённая орденов Суворова и Кутузова дивизия                                                                                             |                |
|  | 308-я стрелковая Краснознамённая дивизия |                |
|  | 308-я стрелковая Латышская Краснознамённая дивизия |                |
|  | 309-я стрелковая дивизия (1-го формирования) |                |
|  | 309-я стрелковая Пирятинская Краснознамённая дивизия |                |
|  | 310-я стрелковая Новгородская ордена Ленина Краснознамённая дивизия |                |
|  | 311-я стрелковая Двинская Краснознамённая ордена Суворова дивизия |                |
|  | 312-я стрелковая дивизия (1-го формирования) |                |
|  | 312-я стрелковая Смоленская Краснознамённая орденов Суворова и Кутузова дивизия                                                                                                 |                |
|  | 313-я стрелковая Свирско-Петрозаводская дважды Краснознамённая орденов Суворова и Кутузова дивизия                                                                              |                |
|  | 314-я стрелковая Кингисеппская ордена Кутузова дивизия |                |
|  | 315-я стрелковая Мелитопольская Краснознамённая дивизия |                |
|  | 316-я стрелковая дивизия (1-го формирования) |                |
|  | 316-я стрелковая дивизия (2-го формирования) |                |
|  | 316-я стрелковая Темрюкская дважды Краснознамённая дивизия |                |
|  | 317-я Бакинская стрелковая дивизия (1-го формирования) |                |
|  | 317-я стрелковая Будапештская Краснознамённая дивизия |                |
|  | 318-я горнострелковая Новороссийская ордена Суворова дивизия |                |
|  | 319-я стрелковая дивизия (2-го формирования) |                |
|  | 319-я стрелковая Двинская дважды Краснознамённая дивизия |                |
|  | 320-я стрелковая дивизия (1-го формирования) |                |
|  | 320-я стрелковая Енакиевская Краснознамённая ордена Суворова дивизия |                |
|  | 321-я стрелковая дивизия (1-го формирования) |                |
|  | 321-я стрелковая дивизия (2-го формирования) |                |
|  | 321-я стрелковая Чудовско-Дновская Краснознамённая дивизия |                |
|  | 322-я стрелковая Житомирская Краснознамённая дивизия |                |
|  | 323-я стрелковая Брянская Краснознамённая ордена Суворова дивизия |                |
|  | 324-я стрелковая Верхнеднепровская Краснознамённая дивизия |                |
|  | 325-я стрелковая дивизия (1-го формирования) |                |
|  | 325-я стрелковая Двинская дивизия |                |
|  | 326-я стрелковая Рославльская Краснознамённая дивизия |                |
|  | 327-я стрелковая дивизия (1-го формирования) |                |
|  | 327-я стрелковая дивизия (2-го формирования) |                |
|  | 328-я стрелковая дивизия (1-го формирования) |                |
|  | 328-я стрелковая Варшавская Краснознамённая дивизия |                |
|  | 329-я стрелковая дивизия (1-го формирования) |                |
|  | 329-я стрелковая Келецкая Краснознамённая орденов Суворова и Кутузова дивизия                                                                                                   |                |
|  | 330-я стрелковая Могилёвская Краснознамённая ордена Суворова дивизия |                |
|  | 331-я стрелковая Пролетарская Брянско-Смоленская дважды Краснознамённая ордена Суворова дивизия                                                                                 |                |
|  | 332-я стрелковая Добровольческая Иваново-Полоцкая ордена Суворова дивизия |                |
|  | 333-я стрелковая дивизия (1-го формирования) |                |
|  | 333-я стрелковая Синельниковская Краснознамённая ордена Суворова дивизия |                |
|  | 334-я стрелковая Витебская ордена Суворова дивизия |                |
|  | 335-я стрелковая дивизия (1-го формирования) |                |
|  | 335-я стрелковая дивизия (2-го формирования) |                |
|  | 336-я стрелковая дивизия (1-го формирования) |                |
|  | 336-я стрелковая Житомирская Краснознамённая ордена Суворова дивизия |                |
|  | 337-я стрелковая дивизия (1-го формирования) |                |
|  | 337-я стрелковая Лубненская Краснознамённая орденов Суворова и Богдана Хмельницкого дивизия                                                                                     |                |
|  | 338-я стрелковая дивизия (1-го формирования) |                |
|  | 338-я стрелковая Неманская Краснознамённая дивизия |                |
|  | 339-я стрелковая Ростовско-Таманская Бранденбургская Краснознамённая ордена Суворова дивизия                                                                                    |                |
|  | 340-я стрелковая Сумско-Киевская Краснознамённая орденов Суворова и Кутузова дивизия                                                                                            |                |
|  | 341-я стрелковая дивизия (1-го формирования) |                |
|  | 341-я стрелковая дивизия (2-го формирования) |                |
|  | 342-я стрелковая дивизия (1-го формирования) |                |
|  | 342-я стрелковая дивизия (2-го формирования) |                |
|  | 343-я стрелковая дивизия (1-го формирования) |                |
|  | 343-я стрелковая Белостокская Краснознамённая ордена Кутузова дивизия |                |
|  | 344-я стрелковая Рославльская Краснознамённая дивизия |                |
|  | 345-я стрелковая дивизия (1-го формирования) |                |
|  | 345-я стрелковая дивизия (2-го формирования) |                |
|  | 346-я стрелковая Дебальцевская Краснознамённая дивизия |                |
|  | 347-я стрелковая Мелитопольская Краснознамённая ордена Суворова дивизия |                |
|  | 348-я стрелковая Бобруйская Краснознамённая ордена Кутузова дивизия |                |
|  | 349-я стрелковая дивизия |                |
|  | 350-я стрелковая Житомирско-Сандомирская Краснознамённая ордена Богдана Хмельницкого дивизия                                                                                    |                |
|  | 351-я стрелковая дивизия (1-го формирования) |                |
|  | 351-я стрелковая Шепетовская Краснознамённая орденов Суворова и Богдана Хмельницкого дивизия                                                                                    |                |
|  | 352-я стрелковая Оршанская Краснознамённая ордена Суворова дивизия |                |
|  | 353-я стрелковая Днепродзержинская Краснознамённая дивизия |                |
|  | 354-я стрелковая Калинковичская ордена Ленина Краснознамённая ордена Суворова дивизия                                                                                           |                |
|  | 355-я стрелковая дивизия (1-го формирования) |                |
|  | 355-я стрелковая дивизия (2-го формирования) |                |
|  | 356-я стрелковая Калинковичская Краснознамённая ордена Суворова дивизия |                |
|  | 357-я стрелковая ордена Суворова дивизия |                |
|  | 358-я стрелковая Ленинградско-Хинганская Краснознамённая ордена Суворова дивизия                                                                                                |                |
|  | 359-я стрелковая Ярцевская ордена Ленина Краснознамённая дивизия |                |
|  | 360-я стрелковая Невельская дважды Краснознамённая дивизия |                |
|  | 361-я стрелковая дивизия (1-го формирования) |                |
|  | 361-я стрелковая Амурская дивизия |                |
|  | 362-я стрелковая Верхнеднепровская Краснознамённая ордена Суворова дивизия |                |
|  | 363-я стрелковая дивизия (1-го формирования) |                |
|  | 363-я стрелковая Уссурийская дивизия |                |
|  | 364-я стрелковая Тосненская Краснознамённая дивизия |                |
|  | 365-я стрелковая дивизия (1-го формирования) |                |
|  | 365-я стрелковая Краснознамённая дивизия |                |
|  | 366-я стрелковая дивизия (1-го формирования) |                |
|  | 366-я стрелковая Краснознамённая дивизия |                |
|  | 367-я стрелковая Краснознамённая дивизия |                |
|  | 368-я стрелковая Печенгская Краснознамённая дивизия |                |
|  | 369-я стрелковая Карачевская Краснознамённая дивизия |                |
|  | 370-я стрелковая Бранденбургская Краснознамённая ордена Кутузова дивизия |                |
|  | 371-я стрелковая Витебская Краснознамённая орденов Суворова и Кутузова дивизия                                                                                                  |                |
|  | 372-я стрелковая Новгородская Краснознамённая дивизия |                |
|  | 373-я стрелковая Миргородская Краснознамённая орденов Суворова и Богдана Хмельницкого дивизия                                                                                   |                |
|  | 374-я стрелковая Любанская Краснознамённая дивизия |                |
|  | 375-я стрелковая Харьковско-Бухарестская Краснознамённая ордена Богдана Хмельницкого дивизия                                                                                    |                |
|  | 376-я стрелковая Кузбасско-Псковская Краснознамённая дивизия |                |
|  | 377-я стрелковая Валгинская Краснознамённая дивизия |                |
|  | 378-я стрелковая Новгородская Краснознамённая дивизия |                |
|  | 379-я стрелковая Режицкая дивизия |                |
|  | 380-я стрелковая Орловская Краснознамённая орденов Суворова и Кутузова дивизия                                                                                                  |                |
|  | 381-я стрелковая Ленинградская Краснознамённая дивизия |                |
|  | 382-я стрелковая Новгородская дивизия |                |
|  | 383-я стрелковая Феодосийско-Бранденбургская Краснознамённая ордена Суворова дивизия                                                                                            |                |
|  | 384-я стрелковая дивизия (1-го формирования) |                |
|  | 384-я стрелковая Краснознамённая дивизия |                |
|  | 385-я стрелковая Кричевская Краснознамённая ордена Суворова дивизия |                |
|  | 386-я стрелковая дивизия (1-го формирования) |                |
|  | 386-я стрелковая дивизия (2-го формирования) |                |
|  | 387-я стрелковая Перекопская дивизия |                |
|  | 388-я стрелковая дивизия (1-го формирования) |                |
|  | 388-я стрелковая Харбинская дивизия |                |
|  | 389-я стрелковая Бердичевско-Келецкая Краснознамённая орденов Суворова и Богдана Хмельницкого дивизия                                                                           |                |
|  | 390-я стрелковая дивизия (1-го формирования) |                |
|  | 390-я стрелковая дивизия (2-го формирования) |                |
|  | 391-я стрелковая Режицкая Краснознамённая дивизия |                |
|  | 392-я стрелковая дивизия |                |
|  | 393-я стрелковая дивизия (1-го формирования) |                |
|  | 393-я стрелковая Краснознамённая дивизия |                |
|  | 394-я стрелковая Криворожская Краснознамённая дивизия |                |
|  | 395-я стрелковая Таманская Краснознамённая ордена Суворова дивизия |                |
|  | 396-я стрелковая дивизия (1-го формирования) |                |
|  | 396-я стрелковая Хинганская дивизия |                |
|  | 397-я стрелковая Сарненская Краснознамённая ордена Кутузова дивизия |                |
|  | 398-я стрелковая дивизия |                |
|  | 399-я стрелковая Новозыбковская Краснознамённая ордена Суворова дивизия |                |
|  | 400-я стрелковая дивизия |                |
|  | 402-я стрелковая дивизия |                |
|  | 404-я стрелковая дивизия |                |
|  | 406-я стрелковая дивизия |                |
|  | 408-я стрелковая дивизия |                |
|  | 409-я стрелковая Кировоградско-Братиславская Краснознамённая ордена Богдана Хмельницкого дивизия                                                                                |                |
|  | 411-я стрелковая дивизия |                |
|  | 413-я стрелковая Брестская Краснознамённая орденов Суворова и Кутузова дивизия                                                                                                  |                |
|  | 414-я стрелковая Анапская Краснознамённая дивизия |                |
|  | 415-я стрелковая Мозырьская Краснознамённая ордена Суворова дивизия |                |
|  | 416-я стрелковая Таганрогская Краснознамённая ордена Суворова дивизия |                |
|  | 417-я стрелковая Сивашская Краснознамённая ордена Суворова дивизия |                |
|  | 421-я стрелковая дивизия |                |
|  | 422-я стрелковая дивизия |                |
|  | Василеостровская стрелковая дивизия народного ополчения |                |
|  | Выборгская стрелковая дивизия народного ополчения |                |
|  | Дивизия Ребольского направления |                |
|  | Дивизия милиции НКВД |                |
|  | Красногвардейская стрелковая дивизия народного ополчения |                |
|  | Ленинская стрелковая дивизия народного ополчения |                |
|  | Махачкалинская стрелковая дивизия внутренних войск НКВД |                |
|  | Орджоникидзевская стрелковая дивизия внутренних войск НКВД |                |
|  | Петроградская стрелковая дивизия народного ополчения |                |
|  | Приморская стрелковая дивизия народного ополчения |                |
|  | Петрозаводская дивизия |                |
|  | Сводная дивизия войск НКВД |                |
|  | Смольнинская стрелковая дивизия народного ополчения |                |
|  | Сухумская стрелковая дивизия внутренних войск НКВД |                |
|  | Тбилисская стрелковая дивизия внутренних войск НКВД |                |